# Іква (Млинів)
Футбольний клуб «Іква» — український футбольний клуб з селища міського типу Млинова Рівненської області.
Досягнення:
Бронзовий призер Чемпіонату Рівненської області з футболу (1) - 2002
Володар Кубка області з футболу (1) - 2002

## Всі сезони в незалежній Україні
| Сезон   | Чемпіонат     | Чемпіонат | Чемпіонат | Чемпіонат | Чемпіонат | Чемпіонат | Чемпіонат | Чемпіонат | Кубок       | Кубок | Кубок | Кубок | Кубок | Кубок | Кубок | Примітка |
| Сезон   | Ліга          | Місце     | І         | В         | Н         | П         | М         | О         | Етап        | І     | В     | Н     | П     | М     | О     | Примітка |
| ------- | ------------- | --------- | --------- | --------- | --------- | --------- | --------- | --------- | ----------- | ----- | ----- | ----- | ----- | ----- | ----- | -------- |
| 2003/04 | Друга Група А | 15 з 16   | 30        | 6         | 10        | 14        | 24−38     | 28        | 1/32 фіналу | 1     | 0     | 0     | 1     | 1−3   | 0     |          |
| Всього  | Друга         | 1 сезон   | 30        | 6         | 10        | 14        | 24−38     | 22        | >1 сезон    | 1     | 0     | 0     | 1     | 1−3   | 0     |          |

## Відомі футболісти
- Володимир Гоменюк
- Віталій Неділько